# Renaissance Tower
Renaissance Tower – wieżowiec w Dallas, w stanie Teksas, w Stanach Zjednoczonych, o wysokości 270 m. Budynek został otwarty w 1974, posiada 56 kondygnacji.